# Dinard
Dinard, Bretons: Dinarzh, Gallo: Dinard, is een plaats in Frankrijk, in het departement Ille-et-Vilaine. Dinard telde op 1 januari 2022 10.407 inwoners.

## Geschiedenis

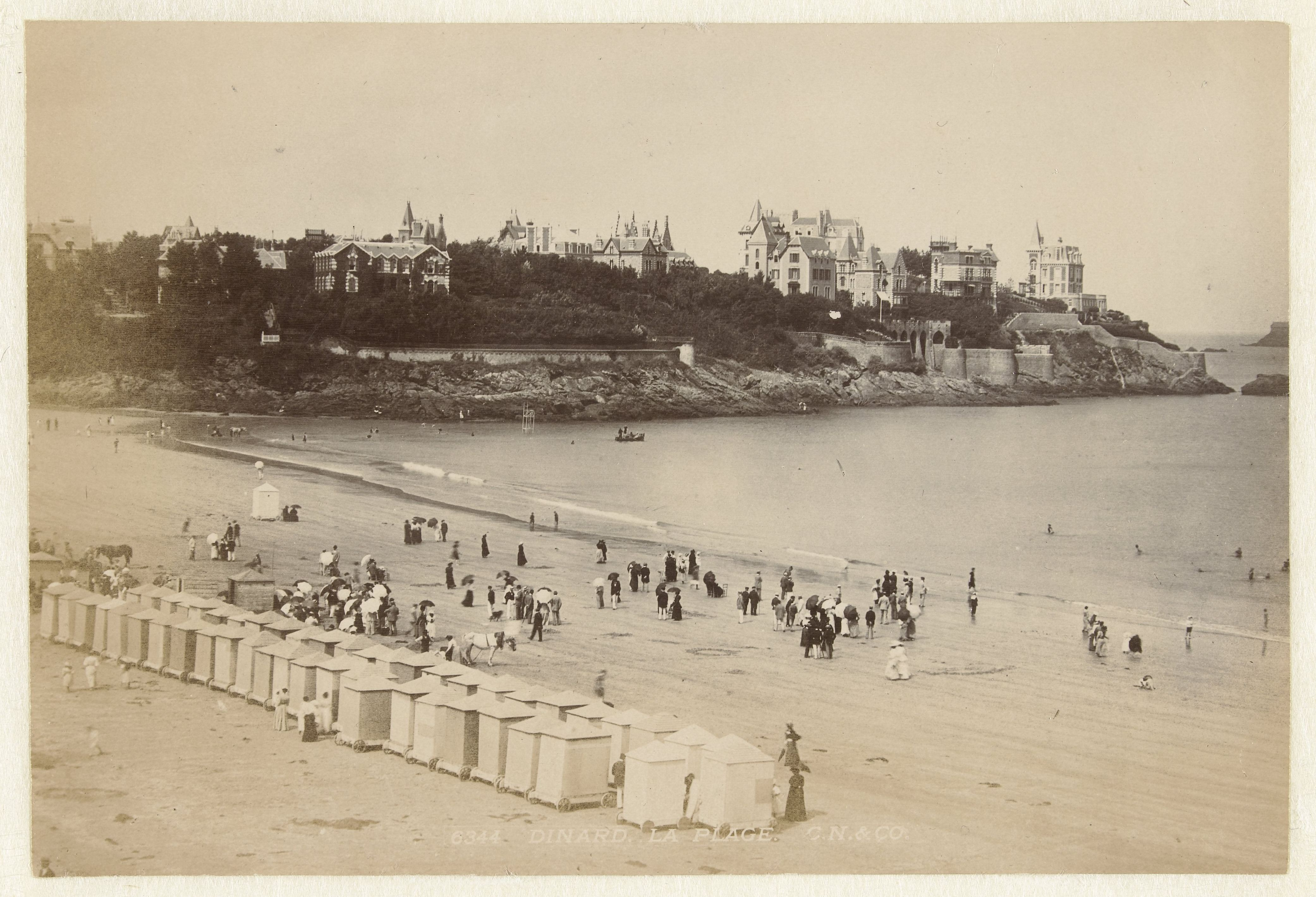
Het strand van Dinard tijdens de Belle époque

Vanaf 1858 ontwikkelde Dinard zich snel van klein vissersdorp tot een mondaine badplaats. Er kwamen veel Britse toeristen naar Dinard en er werden villa's en hotels gebouwd. Er kwamen moderne voorzieningen (stromend water, elektriciteit, telefonie) en er werd een hospitaal gebouwd. Na de Eerste Wereldoorlog kende Dinard als badplaats een nieuwe hoogtijd. Er werden een casino, promenades, een nieuwe dijk en zwembaden gebouwd. Dit stopte vanaf 1929 met de economische crisis. Na de Tweede Wereldoorlog verloor Dinard als badplaats haar exclusieve karakter.

## Geografie
Dinard ligt in het noorden van Bretagne aan het Kanaal. Het ligt aan de monding van de Rance tegenover Saint-Malo. Aan de kust van Dinard liggen zandstranden.
De oppervlakte van Dinard bedroeg op 1 januari 2022 7,84 vierkante kilometer; de bevolkingsdichtheid was toen 1.327,4 inwoners per km².

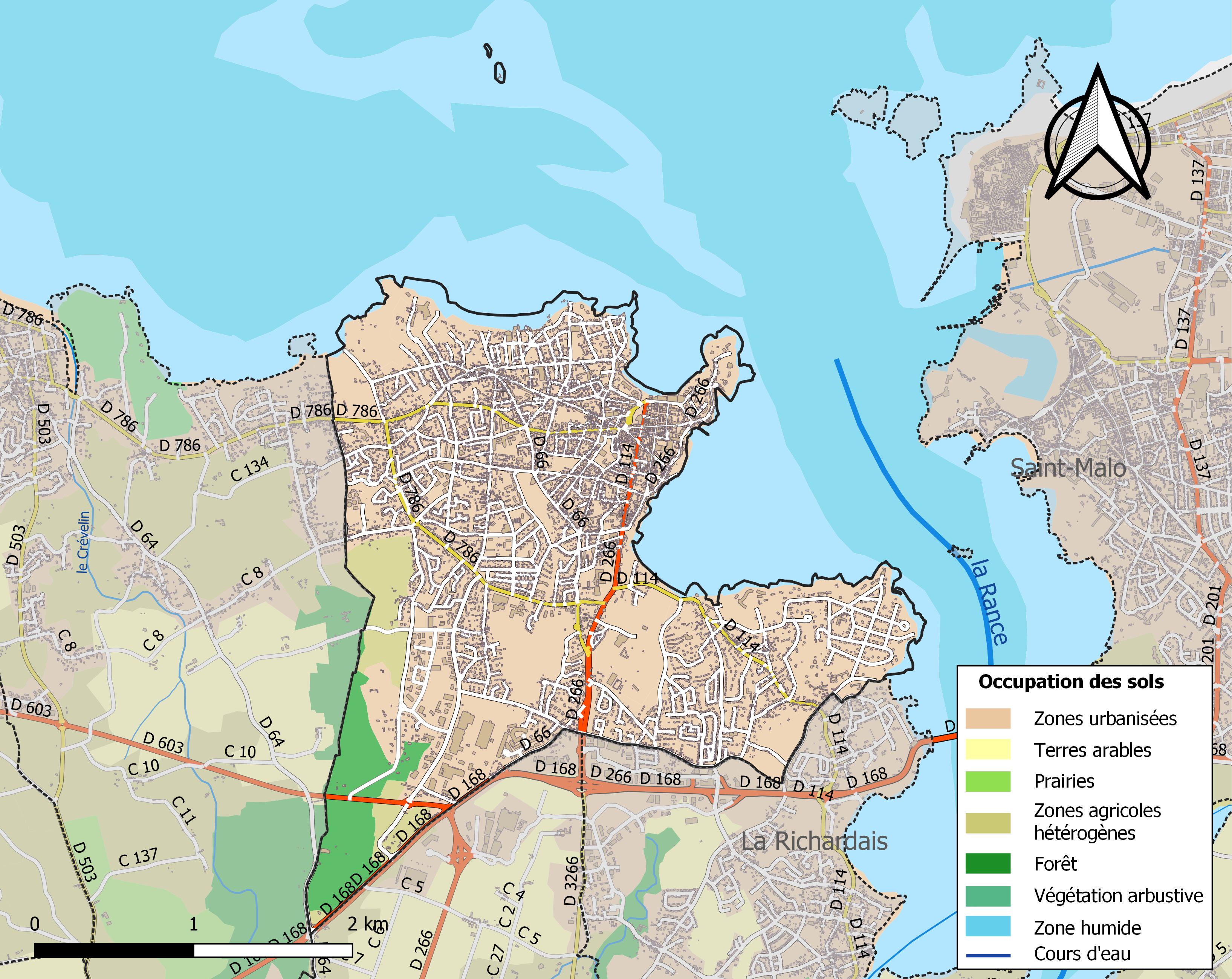
Kaart van de gemeente met belangrijkste infrastructuur, bodemgebruik en omliggende gemeenten

## Demografie
Onderstaande figuur toont het verloop van het inwonertal, bron: INSEE-tellingen. 

## Sport
Dinard was zes keer etappeplaats in wielerkoers Ronde van Frankrijk. Daarbij lag vier keer de finish van een etappe in Dinard. In 1993 was de Oezbeek Djamolidin Abdoezjaparov de voorlopig laatste ritwinnaar in Dinard.

## Zustersteden
Dinard heeft een stedenband met
- Newquay in Engeland;
- Starnberg in Duitsland.

## Afbeeldingen

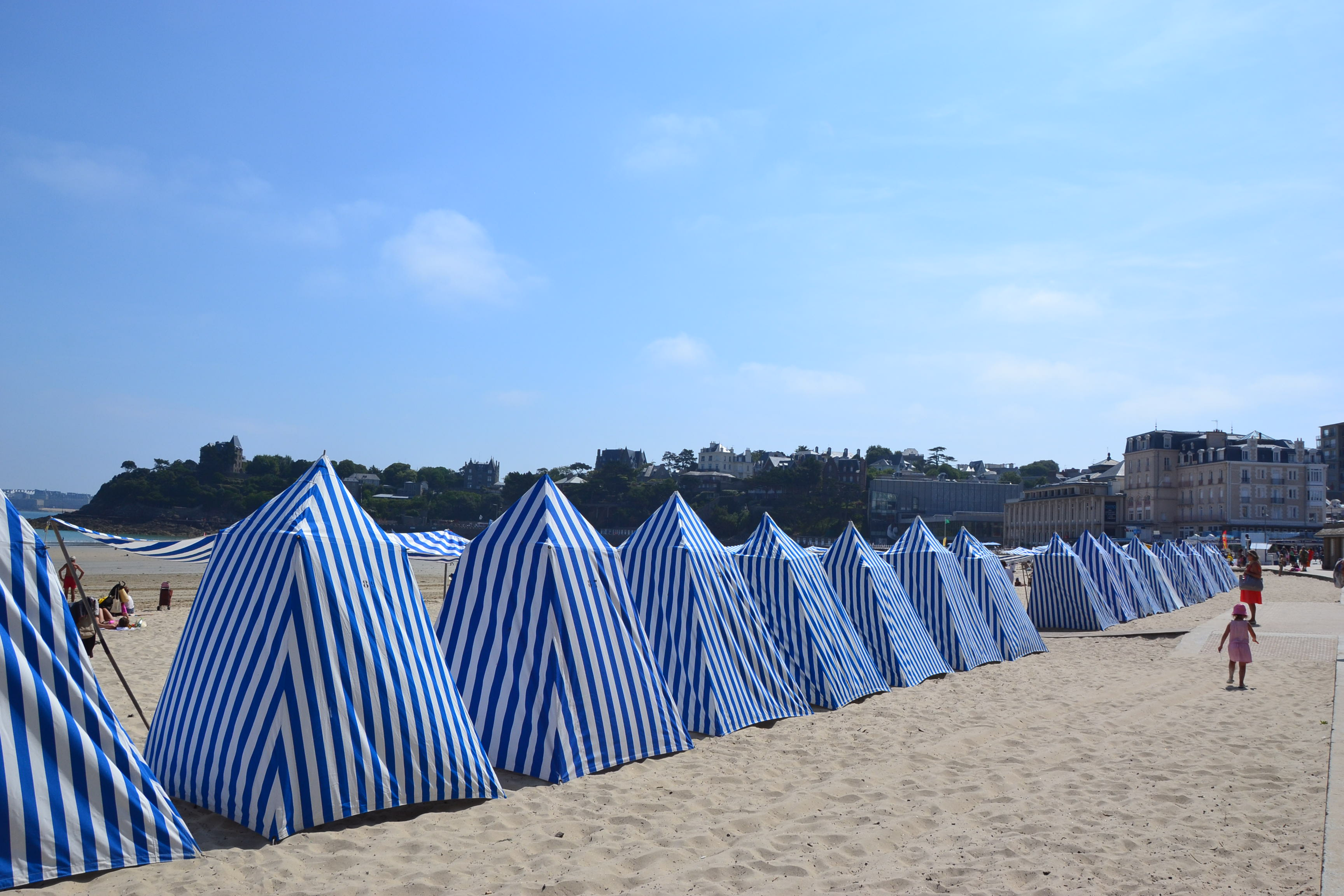
Tenten op het strand van Dinard
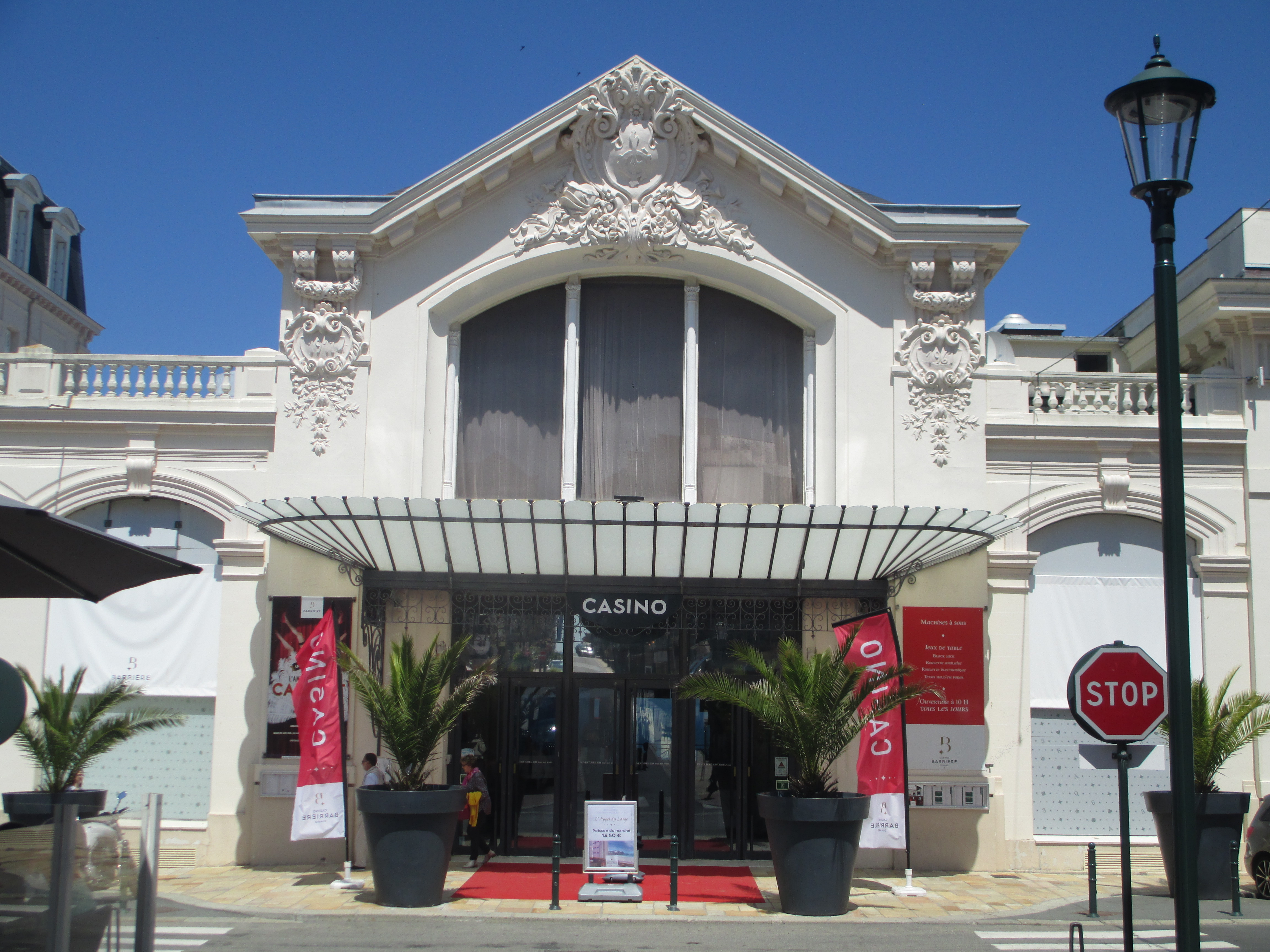
Casino
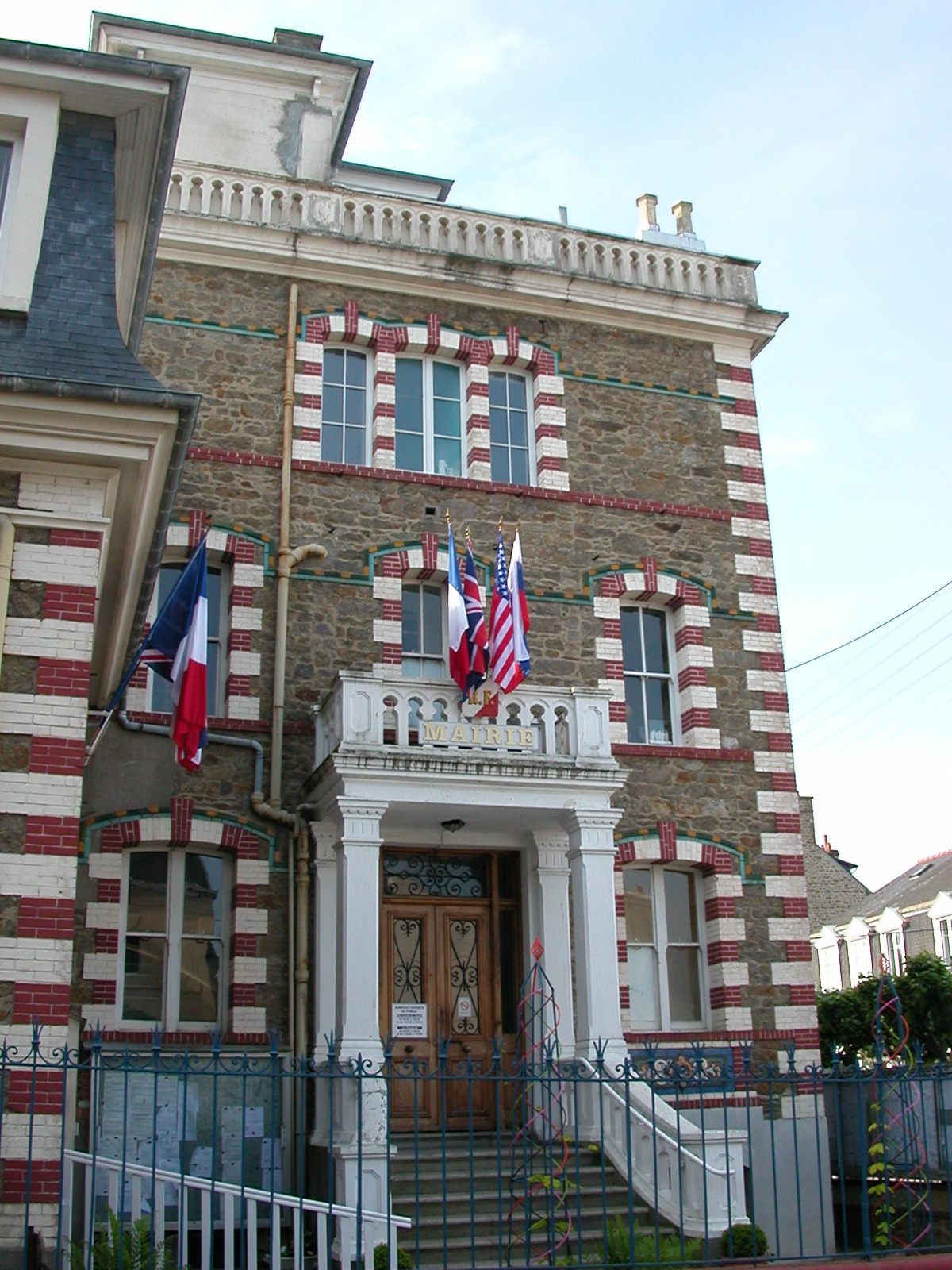
Gemeentehuis